# Han van der Horst
Johannes J. (Han) van der Horst (Schiedam, 1949) is een Nederlands historicus, auteur van boeken over historische onderwerpen en blogger bij Joop.nl.

## Werkzaamheden
Han van der Horst werkte van 1978 tot 2012 bij de Nuffic, de Nederlandse organisatie voor internationale samenwerking in het hoger onderwijs. Hij was een aantal jaren  boekbespreker bij het VPRO-radioprogramma OVT, dat in teken staat van geschiedenis. Van der Horst is voorzitter van het Comité Open Monumentendagen Schiedam. Zijn boeken over geschiedenis zijn geschreven voor een breed publiek en worden uitgegeven door onder andere het Schiedamse Scriptum (bekend van Snoecks), Prometheus of Polak & Van Gennep. Hij was ook vaste radiocolumnist bij Radio Rijnmond (2011-2015). Sinds januari 2016 is hij radiocolumnist bij het Zuid-Hollandse regionale radioprogramma De Late Avond. Samen met John Knieriem maakt Han van der Horst de wekelijkse podcast over politiek en geschiedenis Het Geheugenpaleis.